# سوشیانت
ساوشيانت (بالأفستانية :𐬯𐬀𐬊𐬳𐬌𐬌𐬀𐬧𐬝 saoš́iiaṇt̰) يعني حرفيًا "الشخص الذي يجلب النفع"، هو شخصية محورية في الديانة الزرادشتية، وهو بمثابة المخلّص أو المنقذ الأخير الذي سيأتي في آخر الزمان ليقود البشرية نحو الخلاص النهائي والانتصار على قوى الشر.
فهم شخصية سوشيانت مهم لفهم الجانب الأخروي في الفكر الزرادشتي، وهو مرتبط بفكرة "المخلّص المنتظر"في الديانات الإبراهيمية.

## صفاته
سوشيانت هو: المنقذ الذي سيظهر في آخر الزمان. مهمته الأساسية: إعادة الدين إلى نقائه. القضاء على الشرّ وقوى الظلام (أهريمان). إحياء الموتى (فكرة القيامة). الحكم بالعدل. قيادة المعركة النهائية بين قوى الخير والشر. تحقيق الخلود والنقاء النهائي للبشرية.
الكتب الزرادشتية، خاصة "البوندَهِشن" (Bundahishn) و"الأفستا"، تذكر عدة صفات لسوشيانت:
- مخلّص يأتي في نهاية الزمان لينقذ العالم من الشر.
- محارب الخير يقود المعركة النهائية ضد أهريمان (روح الشر).
- مسالم لكنه حازم لا يسفك الدماء ظلمًا، لكنه لا يتهاون مع الشر.
- حكيم وفقيه أعلم الناس بدين زرادشت، يحكم بالحق.
- طاهر الأصل وُلد من عذراء طاهرة بنطفة زرادشت المحفوظة.
- يقيم الموتى يعيد الأموات للحياة في يوم الحساب.
- يقيم العدل يفصل بين الظالم والمظلوم، ويمهد لحياة خالية من الشر. يحقق الخلود بعده لا يعود للشر وجود، وتصبح البشرية خالدة.

## ولادته ونسبه
وفق المعتقد الزرادشتي: هو من نسل زرادشت نفسه. يولد من عذراء طاهرة تُخصب بماء محفوظ من نطفة زرادشت في بحيرة مقدسة تُدعى بحيرة كنساف (Kansava). عند اقتراب نهاية العالم، تسبح هذه العذراء في البحيرة، وتحمل بسوشيانت بشكل إعجازي دون تلاقح بشري.

## مراحل ظهوره
الزرادشتيون يعتقدون بوجود ثلاثة منقذين في نهاية الزمان:
- أوشيدَر – المنقذ الأول.
- أوشيدَرماه – المنقذ الثاني.
- سوشيانت – المنقذ الأخير والأعظم، الذي سيُتمّ المهمة ويقود القيامة الكبرى.

## يوم القيامة في الزرادشتية
عند مجيء سوشيانت قرب يوم القيامة الزرادشتي (فراشوكرت): يُبعث الموتى. يُحاسب الناس. يُطهَّر البشر بالنار المقدسة (ليست للعذاب، بل للتنقية). ينتصر الخير نهائيًا، ويفنى الشر. تتحقّق الحياة الخالدة والسعادة الأبدية.

## العلاقة بالأديان الأخرى
يرى بعض الباحثين أن تصور "المنقذ في آخر الزمان" تأثر كثيرًا بالزرادشتية، خاصة بعد احتكاك الثقافات في العصر الفارسي القديم. وصف الدكتور الزرادشتي أردشير خورشيديان، الطبيب والباحث والكاتب ورئيس جمعية موبيدان في طهران، فكرة ساوشيانت بأنها من تطوير الزرادشتيين وأن فكرة أن ساوشيانت هو الموعود جاءت من اليهود، ولكن مع الفتح الإسلامي لبلاد فارس أصبحت الفكرة أكثر انتشارًا بين الزرادشتيين.
ويقول أيضًا كورش نيكنام، وهو كاتب وباحث في الثقافة الإيرانية القديمة، إن فكرة المخلص هي تفسير خاطئ من قبل كهنة العصر الساساني، وأنه في الحقيقة لا يوجد مخلص، بل التفسير الصحيح لكلمة ساوشيانت هو المفيد من المقدس.
ويضيف مانيكجي نوسيروانجي دهالا، وهو كاهن زرادشتي وعالم ديني باكستاني، أن كلمة ساوشيانت ليست اسمًا لأي فرد معين، بل هي مصطلح عام يشير إلى زرادشت وزملائه في العمل.
دينا ج. ماكنتاير، وهي امرأة هندية زرادشتية، متخصصة في دراسة الغاتاس، أنكرت وجود مخلص واعتبرته فكرة ظهرت في الأدبيات اللاحقة.
وقد طرح العديد من العلماء فكرة تأثر الزرادشتية بالأديان الأخرى، مثل جيمس دارمستيتر،  وذكر آخرون أن الزرادشتية تأثرت باليهودية، كما أنكر الدكتور كيرسي أنتيا، رئيس الكهنة الزرادشتيين في شيكاغو، إلينوي، أن يكون التشابه بين اليهودية والزرادشتية بسبب التأثير الفارسي على اليهودية.

### في الديانة البهائية
تعتبر التقاليد البهائية أن نبوءات السوشيانت (البهائي "سوشيوش") قد تحققت في شخص بهاء الله، بينما يتم تفسير السوشيانيين السابقين في التقاليد الزرادشتية على أنهما يشيران إلى محمد والباب علي محمد الشيرازي، على التوالي.